# Ái tình và thù hận
Roy Ruk Raeng Kaen (tên tiếng Thái: รอยรักแรงแค้น, tên tiếng Việt: Ái tình và thù hận) là phim truyền hình Thái Lan phát sóng vào năm 2015. Phim phát sóng trên kênh Channel 7 (CH7) với sự tham gia của Pataradet Sa-nguankwamdee & Fonthip Watcharatrakul.
Vào ngày 3 tháng 12 năm 2020, GMMTV tổ chức sự kiện GMMTV 2021 The New Decade Begins - để công bố nhiều dự án mới trong năm 2021, trong đó có Irresistible (Lệnh cho trái tim ngừng yêu em), được coi là remake lại bộ này do Thanat Lowkhunsombat và Sushar Manaying đóng chính.

## Nội dung
Kimhan (Mike) và Mookrin (Pooklook) đã đính hôn và chuẩn bị cưới nhau nhưng một bi kịch bất ngờ xảy ra và biến đổi tình yêu đó thành hận thù. Mon, chị gái Kimhan đột ngột chết, và chồng cô ấy, Tada, anh trai của Mook là nghi phạm của vụ án này. Tada được toà phán vô tội với chứng cứ ngoại phạm do Mook cung cấp, cái chết của Mon được phán là một vụ tự tử. Kimhan không tin điều đó và anh muốn tự mình đứng ra trả thù cho chị gái của mình. Kimhan cưới Paktra, một cô bạn của Mook, để quay trở về cuộc sống của Mook. Kim giả vờ còn yêu Mook vì Mook vẫn còn tình cảm với anh. Cô sẵn sàng trở thành người tình của anh. Liệu thứ tình yêu tội lỗi này có thể chữa lành vết thương trong lòng Kim hay càng khiến cho Kim điên cuồng với công cuộc trả thù hơn?

## Diễn viên
- Pataradet Sa-nguankwamdee as Kimhan / Kim Suriyasak
- Fonthip Watcharatrakul as Mookrin / Mook Kururath
- Thunyasupan Jirapreechanon as Paktra / Pak
- Watcharabul Leesuwan as Tada Kururath (anh trai Mookrin)
- Pimpan Chalainakhup as Wimonrat / Mon Suriyasak (chị gái Kimhan)
- Randapa Muntalumpa as Duangdao
- Nawapon Phuwadon as Chumsai
- Ponrat Rodraksa as Ak
- Pitisak Yaowananon as Prarop
- Athiwat Sanitwong as Banjert
- Jirawat Wachirasarunpat as Prasong

## Rating
- Nguồn:: AGB Nielsen rating

| Tập        | Ngày              | Rating Nationwide (AGB Nielsen) |
| ---------- | ----------------- | ------------------------------- |
| 1          | 9/2/2015 (đầu)    | 5.8                             |
| 2          | 9/3/2015          | 6.23                            |
| 3          | 9/9/2015          | 6.73                            |
| 4          | 9/10/2015         | 7.63                            |
| 5          | 9/16/2015         | 8.22                            |
| 6          | 9/17/2015         | 8.09                            |
| 7          | 9/23/2015         | 9.0                             |
| 8          | 9/24/2015         | 8.8                             |
| 9          | 9/30/2015         | 8.85                            |
| 10         | 10/1/2015         | 8.48                            |
| 11         | 10/7/2015         | 8.36                            |
| 12         | 10/8/2015         | 9.51                            |
| 13         | 10/14/2015        | 8.49                            |
| 14         | 10/15/2015        | 9.65                            |
| 15         | 10/21/2015        | 9.23                            |
| 16         | 10/22/2015 (cuối) | 10.97                           |
| Trung bình |                   | 8.38                            |

## Ca khúc nhạc phim
- กลับมารักกัน / Glup Mah Ruk Gun - Unfollow ft. Yosita
- กลับมารักกัน / Glup Mah Ruk Gun - Mike P ft Pooklook
- กลัว / Glua - Yosita
- เพลงไม่มากไม่น้อย / Mai Maak Mai Noi - Kritsada Rungrasee
- เพลงไม่มากไม่น้อย / Mai Maak Mai Noi - Mike P